# 1975-ös magyar férfi vízilabda-bajnokság (másodosztály)
Az 1975-ös magyar férfi másodosztályú vízilabda-bajnokságban tíz csapat indult el, a csapatok két kört játszottak.

## Tabella
| #   | Csapat                | M  | Gy | D | V  | G+ | G- | P  | Megjegyzés     |
| --- | --------------------- | -- | -- | - | -- | -- | -- | -- | -------------- |
| 1.  | Tipográfia TE         | 18 | 14 | 2 | 2  | 98 | 63 | 30 |                |
| 2.  | BSE                   | 18 | 11 | 3 | 4  | 82 | 56 | 25 |                |
| 3.  | MAFC                  | 18 | 11 | 2 | 5  | 86 | 67 | 24 |                |
| 4.  | KSI                   | 18 | 9  | 5 | 4  | 91 | 72 | 23 |                |
| 5.  | HÓDIKÖT SE            | 18 | 8  | 2 | 8  | 91 | 90 | 18 |                |
| 6.  | Egri Vízmű            | 18 | 7  | 1 | 10 | 77 | 94 | 14 | 1 pont levonva |
| 7.  | Csatornázási Művek SK | 18 | 4  | 6 | 8  | 74 | 88 | 14 |                |
| 8.  | Tatabányai Bányász    | 18 | 4  | 5 | 9  | 70 | 85 | 13 |                |
| 9.  | Elektromos SE         | 18 | 4  | 2 | 12 | 56 | 89 | 10 |                |
| 10. | Bp. Építők            | 18 | 3  | 2 | 13 | 70 | 91 | 8  |                |

* M: Mérkőzés Gy: Győzelem D: Döntetlen V: Vereség G+: Dobott gól G-: Kapott gól P: Pont

## Osztályozó az OB I-be jutásért
Vasas Izzó–BSE 5–3, 4–1

## OB II/B
Végeredmény: 1.Miskolci Vasutas SC; 2.Külker; 3.Bánki Donát SC; 4.Kecskemét; 5. Ceglédi VSE; 6. Vízügy; 7. Pécs; 8. Siketek SC; 9.Gödöllői EAC; 10. Békéscsaba;